# Gangsta Grillz: The Album (Vol. 2)
Gangsta Grillz: The Album (Vol. 2) è il secondo album in studio del DJ statunitense DJ Drama, pubblicato nel 2009.

## Tracce
1. A-Town (featuring T.I., Young Dro, Sean P & Lonnie Mac) – 4:03
2. We Must Be Heard (featuring Ludacris, Willie The Kid & Busta Rhymes) – 3:37
3. Love For Money (featuring Trey Songz, Willie The Kid, Gucci Mane, LA The Darkman, Yung Joc, Bun B & Flo Rida) – 4:53
4. I'm Fresh (featuring Mike Jones, Rick Ross & Trick Daddy) – 5:33
5. Day Dreaming (featuring Akon, Snoop Dogg & T.I.) – 4:50
6. Sweat (featuring Ray J, Fabolous & LA The Darkman) – 4:24
7. Ridiculous (featuring Gucci Mane, Yo Gotti, Lonnie Mac & OJ Da Juiceman) – 6:20
8. Come Up Boys (featuring LA The Darkman & Willie The Kid) – 2:27
9. Yacht Music (featuring Nas, Willie The Kid, Scarface & Marsha Ambrosius) – 4:27
10. Tipper Love (featuring The-Dream, LA The Darkman & Too Short) – 4:34
11. Smoke (featuring Gucci Mane, Willie The Kid & Lonnie Mac) – 4:27
12. Pimpin' Ain't Easy (featuring LA The Darkman, Bun B, Styles P & Jovan Dais) – 4:32
13. Gotta Get It (featuring B.G., Juvenile & Soulja Slim) – 3:36